# Роморантен-Лантене (округ)
Округ Роморантен-Лантене (фр. Arrondissement de Romorantin-Lanthenay) — округ у Франції, в департаменті Луар і Шер. 2023 року округ об'єднував 74 муніципалітети, населення становило 110 534 особи.
Адміністративний центр (супрефектура) — Роморантен-Лантене.

## Муніципалітети
Список муніципалітетів округу та їхні коди INSEE:
1. Анже (41002)
2. Бії (41016)
3. Вальєр-ле-Гранд (41267)
4. Веєн (41268)
5. Верну-ан-Солонь (41271)
6. Вільерв'є (41282)
7. Вільні (41285)
8. Вільфранш-сюр-Шер (41280)
9. Вузон (41296)
10. Дюїзон (41074)
11. Ж'євр (41097)
12. Жі-ан-Солонь (41099)
13. Івуа-ле-Маррон (41297)
14. Кудд (41062)
15. Курмемен (41068)
16. Куффі (41063)
17. Ла-Мароль-ан-Солонь (41127)
18. Ла-Ферте-Боарне (41083)
19. Ла-Ферте-Ембо (41084)
20. Ла-Шапель-Монмартен (41038)
21. Ламотт-Беврон (41106)
22. Лангон (41110)
23. Лассе-сюр-Круан (41112)
24. Ле-Контруаз-ан-Солонь (41059)
25. Лоре (41118)
26. Маре (41122)
27. Марей-сюр-Шер (41126)
28. Марсії-ан-Го (41125)
29. Меер (41132)
30. Мен (41139)
31. Меннту-сюр-Шер (41135)
32. Міянсе (41140)
33. Монришар-Валь-де-Шер (41151)
34. Монріє-ан-Солонь (41152)
35. Монту-сюр-Шер (41146)
36. Мюр-де-Солонь (41157)
37. Нен-сюр-Беврон (41159)
38. Нуає-сюр-Шер (41164)
39. Нуан-ле-Фюзельє (41161)
40. Орсе (41168)
41. П'єррфітт-сюр-Сольдр (41176)
42. Понлевуа (41180)
43. Прюньє-ан-Солонь (41185)
44. Пує (41181)
45. Роморантен-Лантене (41194)
46. Ружу (41195)
47. Сальбрі (41232)
48. Сассе (41237)
49. Сежі (41239)
50. Сель-Сен-Дені (41241)
51. Сель-сюр-Шер (41242)
52. Сен-Віатр (41231)
53. Сен-Жорж-сюр-Шер (41211)
54. Сен-Жульєн-де-Шедон (41217)
55. Сен-Жульєн-сюр-Шер (41218)
56. Сен-Лу (41222)
57. Сен-Ромен-сюр-Шер (41229)
58. Сент-Еньян (41198)
59. Сувіньї-ан-Солонь (41251)
60. Суем (41249)
61. Суен-ан-Солонь (41247)
62. Теє (41256)
63. Тезе (41258)
64. Уаслі (41166)
65. Фавроль-сюр-Шер (41080)
66. Френ (41094)
67. Шатійон-сюр-Шер (41043)
68. Шатов'є (41042)
69. Шатр-сюр-Шер (41044)
70. Шемрі (41049)
71. Шиссе-ан-Турен (41051)
72. Шомон-сюр-Таронн (41046)
73. Шон (41036)
74. Шуссі (41054)